# Rabi Laby
Rabi Laby est une série de jeux vidéo développée par de SilverStar.

## Titres
- 2010 : Rabi Laby (Rabbit x Labyrinth) sur DSiWare[1]
- 2011 : Rabi Laby 2 (Rabbit x Labyrinth Episode 2) sur DSiWare[2]
- 2011 : Witch's Cat (Rabi Labi Gaiden: Witch's Cat) sur Nintendo 3DS[3]
- 2012 : Rabi Laby 3 (Rabi x Labi: Episode 3) sur Nintendo 3DS[4]
- 2017 : Rabi Laby: Puzzle Out Stories sur PlayStation Vita, PlayStation 4 et Nintendo Switch